# Dorothy Hoever
Dorothy Hoever is een Surinaams politicus. Ze was van 2021 tot 2023 onderdirecteur op het directoraat Onderwijs en is sinds 2025 lid van De Nationale Assemblée.

## Biografie
Dorothy Hoever is lid van de Nationale Partij Suriname (NPS) en wordt gerekend tot de invloedrijke vrouwelijke kopstukken binnen de partij. In februari 2012 organiseerde ze een bunkopu seri (koopjesdag) van de NPS. Sinds juni 2012 is ze lid van het hoofdbestuur van de partij, onder sindsdien het voorzitterschap van Gregory Rusland. Van ten minste 2020 tot 2025 is ze penningmeester in het hoofdbestuur.
In januari 2021 splitste minister Marie Levens (NPS) het directoraat Onderwijs op in drie nieuwe directoraten. Hierbij werd Hoever benoemd tot waarnemend onderdirecteur Technische Diensten. Later dat jaar werd ze definitief onderdirecteur. Nadat de NPS in februari 2023 uit de regering stapte, nam Henri Ori het ministerie in mei op zich. In juli 2023 merkte hij in De Nationale Assemblée (DNA) op dat er corruptieve handelingen werden gepleegd bij het busvervoer. In een later debat in DNA stelde hij dat er op circa 800 vervoerders 25 tot 50 personen bijgekomen waren die schoolbustrajecten onderhielden. Het zou om het aan baantjes helpen van vrienden en familieleden zijn gegaan. Als gevolg ontsloeg hij de twee verantwoordelijke directeuren, onder wie naast Hoever ook Gracia Valies-Ormskirk van Beroepsonderwijs. Gregory Rusland riep in DNA op om de lijst met namen openbaar te maken.
Dorothy Hoever was tijdens de verkiezingen van 2025 verkiesbaar op plaats 7. Zij werd niet direct verkozen, maar op 28 juli 2025 lid van DNA nadat er zetels vrijkwamen door de vorming van het nieuwe kabinet.